# مالاک ایزوور (استان لووچ)
مالاک ایزوور (به بلغاری: Malak Izvor) یک منطقهٔ مسکونی در بلغارستان است که در شهرستان یابلانیتسا واقع شده‌است.